# Tenis ziemny na Igrzyskach Śródziemnomorskich 1983
Tenis ziemny na Igrzyskach Śródziemnomorskich 1983 – turniej tenisowy, który był rozgrywany w dniach 3–17 września 1983 roku podczas igrzysk śródziemnomorskich w Casablance. Zawodnicy rywalizowali w czterech konkurencjach: singlu i deblu mężczyzn oraz kobiet.

## Medaliści
| Konkurencja             | Złoty medal                   | Srebrny medal                   | Brązowy medal                      |
| gra pojedyncza mężczyzn | Francesco Cancellotti         | Tarek Moustafa                  | Simone Ercoli                      |
| gra pojedyncza kobiet   | Renata Šašak                  | Laura Golarsa                   | Olga Tsarbopoulou                  |
| gra podwójna mężczyzn   | Martín Jaite Javier Soler     | Ahmed El-Mehelmy Tarek Moustafa | Luca Bottazzi Simone Colombo       |
| gra podwójna kobiet     | Ana Almansa Margarita Vaquero | Laura Golarsa Jessica Zanelli   | Laura Garrone Nicoletta Virgintino |

### Tabela medalowa
| Miejsce | Państwo    |   |   |   | Razem |
| ------- | ---------- | - | - | - | ----- |
| 1.      | Hiszpania  | 2 | 0 | 0 | 2     |
| 2.      | Włochy     | 1 | 2 | 3 | 6     |
| 3.      | Jugosławia | 1 | 0 | 0 | 1     |
| 4.      | Egipt      | 0 | 2 | 0 | 2     |
| 5.      | Grecja     | 0 | 0 | 1 | 1     |
|         | Razem      | 4 | 4 | 4 | 12    |